# Diocese de Kumbakonam
A Diocese de Kumbakonam (Latim:Dioecesis Kumbakonamensis) é uma diocese localizada no município de Kumbakonam, no estado de Tâmil Nadu, pertencente a Arquidiocese de Pondicherry e Cuddalore na Índia. Foi fundada em 1 de setembro de 1899 pelo Papa Leão XIII. Com uma população católica de 262.426 habitantes, sendo 4,4% da população total, possui 93 paróquias com dados de 2020.

## História
Em 1 de setembro de 1899 o Papa Leão XIII cria a Diocese de Kumbakonam através do território da Arquidiocese de Pondicherry. Em 1930 a Diocese de Kumbakonam juntamente com a Diocese de Mysore e a Arquidiocese de Pondicherry perdem território para a formação da Diocese de Salem.

## Lista de bispos
A seguir uma lista de bispos desde a criação da diocese em 1899.
|        | Nome                            | Período     | Notas                               |
| Bispos | Bispos                          | Bispos      | Bispos                              |
| ------ | ------------------------------- | ----------- | ----------------------------------- |
| 7º     | Jeevanandam Amalanathan         | 2024 -      | Atual                               |
| 6º     | Antonysamy Francis              | 2008 - 2024 | Bispo emérito                       |
| 5º     | Peter Remigius                  | 1989 - 2007 | Nomeado bispo de Kottar             |
| 4º     | Daniel Paul Arulswamy           | 1955 - 1988 |                                     |
| 3º     | Peter Francis Rayappa           | 1931 - 1954 | Nomeado bispo de Arabissus, Turquia |
| 2º     | Marie-Augustine Chapuis, M.E.P. | 1913 - 1928 | Nomeado bispo de Gurza, Tunísia     |
| 1º     | Hugues-Madelain Bottero, M.E.P. | 1899 - 1913 | Faleceu no cargo                    |